# Lezione frontale
La lezione frontale di solito è intesa come la componente fondamentale della didattica tradizionale (o trasmissiva), in cui l'insegnante è in un certo senso solo di fronte alla classe e la trasmissione del contenuto didattico è tutta affidata alle sue conoscenze e alla sua capacità di farsi comprendere e di suscitare interesse.
La lezione frontale spesso è chiamata "lezione classica". Questa metodologia didattica, ad esempio, trova un ambiente fertile nei seminari aziendali. Si tratta in pratica di comunicazioni "ad una via", le cui caratteristiche fondamentali sono:
- Esposizione prevalentemente o od esclusivamente verbale, con scarso impiego di supporti visivi;
- Esposizione continuata, fino alla conclusione del discorso, con spazio finale riservato alle domande di chiarimento dei partecipanti

Una lezione frontale, dove il docente è l’attore principale mentre gli allievi sono ascoltatori e fruitori, rappresenta un'azione didattica in cui l’erogazione di informazioni avviene attraverso:
- la parola del docente
- la lettura di un testo
- strumenti multimediali (utilizzo LIM) [software dedicato (Geogebra, Cabri, Excel, OpenOfficeCalc, Derive …)], materiale in dotazione con il software della LIM; materiale preparato e aggiunto ai Contenuti della LIM come audio, video, immagini, risorse web

Dove successivamente alla lezioni gli alunni rispondono con:
- presentazione delle competenze acquisite attraverso prodotti individuali o di gruppo, ovvero momenti creativi in cui l’allievo può scegliere la modalità di espressione più consona alla sua personalità e ai suoi talenti.
- Prodotti multimediali (utilizzo LIM) (mappe, slides, pagine web, fogli di calcolo, documenti, …)
- Condivisione (pubblicazione in rete, inserimento in piattaforme, proiezione prodotti finali con LIM).[2]